# Jacques Nicolas Bouteiller
Pour les articles homonymes, voir Bouteiller.
Jacques Nicolas Jean Antoine Bouteiller est un homme politique français né le 4 janvier 1758 à Abbeville (Somme) et décédé à une date inconnue.
Conseiller au présidial d'Abbeville en 1786, il est juge de paix en 1790 puis juge au tribunal civil en 1793. Il est président de ce tribunal en 1800 puis député de la Somme de 1806 à 1810. Il est fait chevalier d'Empire en 1811.

## Sources
- « Jacques Nicolas Bouteiller », dans Adolphe Robert et Gaston Cougny, Dictionnaire des parlementaires français, Edgar Bourloton, 1889-1891 [détail de l’édition]